# Łowicz
Łowicz je mjesto u južnoj Poljskoj. Grad ima 31 500 stanovnika (2005.).

## Kultura

### Muzeji i galerije
- Galeria Browarna
- Muzeum w Łowiczu
- Galeria Malarstwa Współczesnego

### Kina
- Kino FENIX

## Pobratimski gradovi
- Colditz - Njemačka
- Montoire-sur-le-Loir - Francuska

## Vanjske poveznice
- Službena stranica